# Табапоран
Табапоран (порт. Tabaporã) — муниципалитет в Бразилии, входит в штат Мату-Гросу. Составная часть мезорегиона Север штата Мату-Гроссу. Входит в экономико-статистический микрорегион Аринус. Население составляет 16 991 человек на 2006 год. Занимает площадь 8225,389 км². Плотность населения — 2,1 чел./км².

## Статистика
- Валовой внутренний продукт на 2003 год составляет 64 753 306,00 реалов (данные: Бразильский институт географии и статистики).
- Валовой внутренний продукт на душу населения на 2003 год составляет 4569,42 реалов (данные: Бразильский институт географии и статистики).
- Индекс развития человеческого потенциала на 2000 год составляет 0,734 (данные: Программа развития ООН).